# Чжао І (поет)
Чжао І (*趙翼, 1727 —1814) — китайський поет, теоретик літератури, історик, державний службовець часів династії Цін.

## Життєпис
Походив з купецької родини. Народився у м. Уцзін (провінція Цзянсу). Замолоду виявив хист до навчання. У 1741 році втратив батька. після декількох невдалих спроб у 1750 році успішно склав провінційний іспит, а у 1761 році — імператорський, отримавши вищу вчену ступінь цзіньши. Після цього його було зараховано до державної служби. У 1766 році він займав посаду інспектора у префектурах Гуансі, потім в Гуанчжоу, Гуйчжоу.
У 1772 році у зв'язку із хворобою матері йде у відставку. Через декілька років повертається на службу. У 1787 році призначається помічником до губернатора Тайваню. У 1812 році у зв'язку із хворобою остаточно залишає службу. У 1814 році помирає.

## Творчість
У доробку багато творів, серед яких — «Роздуми про поезію», «Хронологія життя Лу Ю», поета XII ст., історичні роботи «Зауваження до двадцяти двох дінастійних історій».
Вважаючи, що розвиток літератури пов'язаний з розвитком суспільства, Чжао І ставив сучасні йому твори вище стародавніх. Вірші танских поетів Лі Бо і Ду Фу, писав він, прекрасні, але тепер вони не можуть здаватися такими свіжими і новими, як в час їх створення, тому немає чого їм наслідувати.
Поділяючи погляди свого друга Юань Мея на поезію як на засіб вираження індивідуальних почуттів і думок, Чжао І створив безліч чудових віршів, які передали дух його часу — «Читаю книги», «Живу, вільний від справ» тощо. У ряді його віршів звучить співчуття селянам, глузування над чиновниками, сатира на педантів — конфуціанців і псевдовчених.